# 國學院大學ラグビー部
國學院大學ラグビー部（こくがくいんだいがくラグビーぶ、Kokugakuin Univ Rugby Football Club）は、関東大学ラグビーリーグ戦グループ2部に所属する國學院大學のラグビーユニオンチームである。
1963年に創部して1966年、関東ラグビーフットボール協会に加盟。1988年、全国地区対抗大学ラグビーフットボール大会で優勝した。1部への昇格はまだ果たしていない。2011年、元日本代表の伊藤護が監督に就任した。

## タイトル
- 全国地区対抗大学ラグビーフットボール大会 : 1回　
  - 優勝：1987

※年は全て年度。

## チームスローガン
- 2011年度: ONE
- 2012年度: ONESELF
- 2013年度: Let’s hard
- 2014年度: MOVE
- 2015年度: For Team
- 2019年度: Aim High

## 戦績
近年のチームの戦績は以下のとおり。
| 年度 | 所属 | 勝敗      | 順位 | 監督     | 備考                             |
| ---- | ---- | --------- | ---- | -------- | -------------------------------- |
| 2005 | 3部  | 6勝1敗    | 1位  | 中村誠   | 入替戦 11-26 国際武道大 ※3部残留 |
| 2006 | 3部  | 7勝0敗    | 1位  | 中村誠   | 入替戦 22-26 東洋大 ※3部残留     |
| 2007 | 3部  | 7勝0敗    | 1位  | 中村誠   | 入替戦 20-24 東洋大 ※3部残留     |
| 2008 | 3部  | 7勝0敗    | 1位  | 須賀孝弘 | 入替戦 27-3 防衛大 ※2部昇格      |
| 2009 | 2部  | 3勝4敗    | 4位  | 須賀孝弘 |                                  |
| 2010 | 3部  | 2勝5敗    | 7位  | 須賀孝弘 | 入替戦 14-40 白鷗大 ※3部降格     |
| 2011 | 3部  | 6勝0敗1分 | 2位  | 伊藤護   | 入替戦 24-10 白鷗大 ※2部昇格     |
| 2012 | 2部  | 4勝3敗    | 4位  | 伊藤護   |                                  |
| 2013 | 2部  | 4勝3敗    | 4位  | 伊藤護   |                                  |
| 2014 | 2部  | 2勝4敗1分 | 5位  | 伊藤護   |                                  |
| 2015 | 2部  | 2勝5敗    | 6位  | 伊藤護   |                                  |
| 2016 | 2部  | 3勝3敗1分 | 5位  | 伊藤護   |                                  |
| 2017 | 2部  | 4勝3敗    | 4位  | 伊藤護   |                                  |
| 2018 | 2部  | 5勝2敗    | 3位  | 伊藤護   |                                  |
| 2019 | 2部  | 2勝5敗    | 6位  | 伊藤護   |                                  |
| 2020 | 2部  | 2勝2敗    | 5位  | 伊藤護   |                                  |
| 2021 | 2部  | 4勝3敗    | 4位  | 伊藤護   | 1勝は不戦勝                      |
| 2022 | 2部  | 3勝4敗    | 5位  | 伊藤護   |                                  |
| 2023 | 2部  | 2勝5敗    | 6位  | 伊藤護   |                                  |
| 2024 | 2部  | 2勝5敗    | 6位  | 伊藤護   |                                  |

## 主な在籍選手
- 小川夏輝（主将、SO・CTB / 桐蔭学園高)
- 西川昂辰（副将、FL・No.8 / 昌平高)
- 大塚晧也（副将、LO / 目黒学院高)
- 加藤将圭（FWリーダー、PR・HO / 秋田工業高)
- 伊藤宗隆（BKリーダー、WTB・FB/ 國學院久我山高)

## 在籍した選手
- 笹渕智（LO・FL、元豊田自動織機シャトルズ / 旭野高）
- 末松勇喜（WTB、元ホンダヒート、7人制日本代表 / 津島高）
- 松岡公法  (LO・FL・NO8、元コカ・コーラレッドスパークス/熊工高)
- 西村将充  (CTB、元コカ・コーラレッドスパークス/熊工高)
- 遠藤淳也  (CTB、元警視庁/新田高)

## 所在地
- 神奈川県横浜市青葉区新石川3-22-1（國學院大學たまプラーザキャンパスグラウンド）
- 神奈川県相模原市中央区淵野辺５丁目１０（國學院大學相模原グラウンド）